# Anomis patagiata
Anomis patagiata är en fjärilsart som beskrevs av William Schaus 1911. Anomis patagiata ingår i släktet Anomis och familjen nattflyn. Inga underarter finns listade i Catalogue of Life.